# Unguraș
Unguraș é uma comuna romena localizada no distrito de Cluj, na região histórica da Transilvânia. A comuna possui uma área de 63.61 km² e sua população era de 2970 habitantes segundo o censo de 2007.